# Antennuloniscus quadratus
Antennuloniscus quadratus là một loài chân đều trong họ Haploniscidae. Loài này được Menzies & Schultz miêu tả khoa học năm 1968.